# 李孝同
李孝同（?—?），唐朝宗室，淮安王李神通的第三子，唐太祖李虎的曾孙，郑王李亮的孙子。

## 生平
唐高祖武德五年（622年），唐高祖李渊敕封宗室诸王，李神通的儿子们：李道彦封胶东郡王，李孝詧封高密郡王，李孝同封淄川郡王，李孝慈封广平郡王，李孝友封河间郡王，李孝節封清河郡王，李孝義封胶西郡王。唐太宗即位后，疏属之王都降为公，于是李孝同降封淄川公。

## 子孙
- 子：李璲，左衛將軍
  - 孙：李廣業，劍州長史
    - 曾孙：李國貞，字南華，本名李若幽，戶部尚書
      - 玄孙：李錡，礼部尚书
        - 五世孙：李师回

      - 玄孙：李鎰，蘄州刺史
      - 玄孙：李豐士，鄠县令
      - 玄孙：李豐器，長安县尉

    - 曾孙：李若冰，右金吾將軍，赠陕州大都督
      - 玄孙：李銛，京兆尹、鄜坊观察使
        - 五世孙：李师周，栎阳县尉
          - 六世孙女：李氏，嫁窦师亮

      - 玄孙：李銑，殿中丞
      - 玄孙女：李氏，嫁韦直
- 子：李璩，徐州刺史
- 子：李瑱，参军事
- 女：李氏，嫁左卫郎将检校左武卫将军上骑都尉于谦